# Spoorlijn Hillerød - Gilleleje / Tisvildeleje
De spoorlijn Hillerød - Gilleleje / Tisvildeleje (Deens: Gribskovbanen) is een lokaalspoorlijn van Hillerød via Kagerup naar Gilleleje en van Hillerød naar Tisvildeleje op het eiland Seeland in Denemarken.

## Geschiedenis
In 1873 werden plannen gemaakt voor de aanleg van een spoorlijn in Gribskov ten noorden van Hillerød. Het duurde nog tot 1879 voordat Scandia de opdracht kreeg om een spoorlijn van Hillerød naar Græsted aan te leggen en het materieel te leveren. Op 20 januari 1880 werd met de lijn door de eerder dat jaar op 7 januari opgerichte Gribskovbanens Driftsselskab (GDS) begonnen.
Nog voordat een spade de grond in ging voor de aanleg van deze lijn werden al plannen gemaakt voor verlenging naar Gilleleje. In 1894 werd begonnen met de aanleg en op 14 mei 1896 werd de verlengde lijn geopend. In 1894 werd ook begonnen met het maken van plannen voor een aftakking vanaf Kagerup naar Helsinge, waarvan de aanleg in 1896 begon. Op 15 juli 1897 vond de opening plaats.
Ruim tien jaar later in 1908 werden plannen gemaakt om de lijn vanuit Helsinge te verlengen naar Tisvildeleje, ditmaal zonder subsidie van de overheid. Pas in 1918 was de financiering rond en kon tot aanleg worden overgegaan. Op 11 juli 1924 werd deze verlenging geopend.

## Exploitatie
De exploitatie van deze spoorlijnen werd sinds de openingen door de Gribskovbanens Driftsselskab (GDS) verzorgd. Aanvankelijk werd met stoomtractie gereden, later werd overgegaan op het gebruik van railbussen.
Naarmate het treinverkeer toenam werden de treinen naar Gilleleje en Tisvildeleje op het gemeenschappelijke deel tussen Hillerød en Kagerup gecombineerd.
Vanaf 2001 werden plannen gemaakt om een aantal private spoorlijnen op Seeland, waaronder ook Gribskovbanen, onder te brengen bij de Hovedstadens Udviklingsråd (HUR), een organisatie die het lokale busvervoer in Seeland beheerde. In mei 2002 werden twee nieuwe maatschappijen opgericht, waarin de meeste private spoorwegmaatschappijen op Seeland fuseerden. De infrastructuur en het materieel werden ondergebracht bij Hovedstadens Lokalbaner (HL), de exploitatie werd verzorgd door Lokalbanen, sinds 2015 door Lokaltog.
In de zomer rijden er museumtreinen van de Nordsjællands Veterantog tussen Græsted en Gilleleje naar Grønnehave.